# 붉은발도요

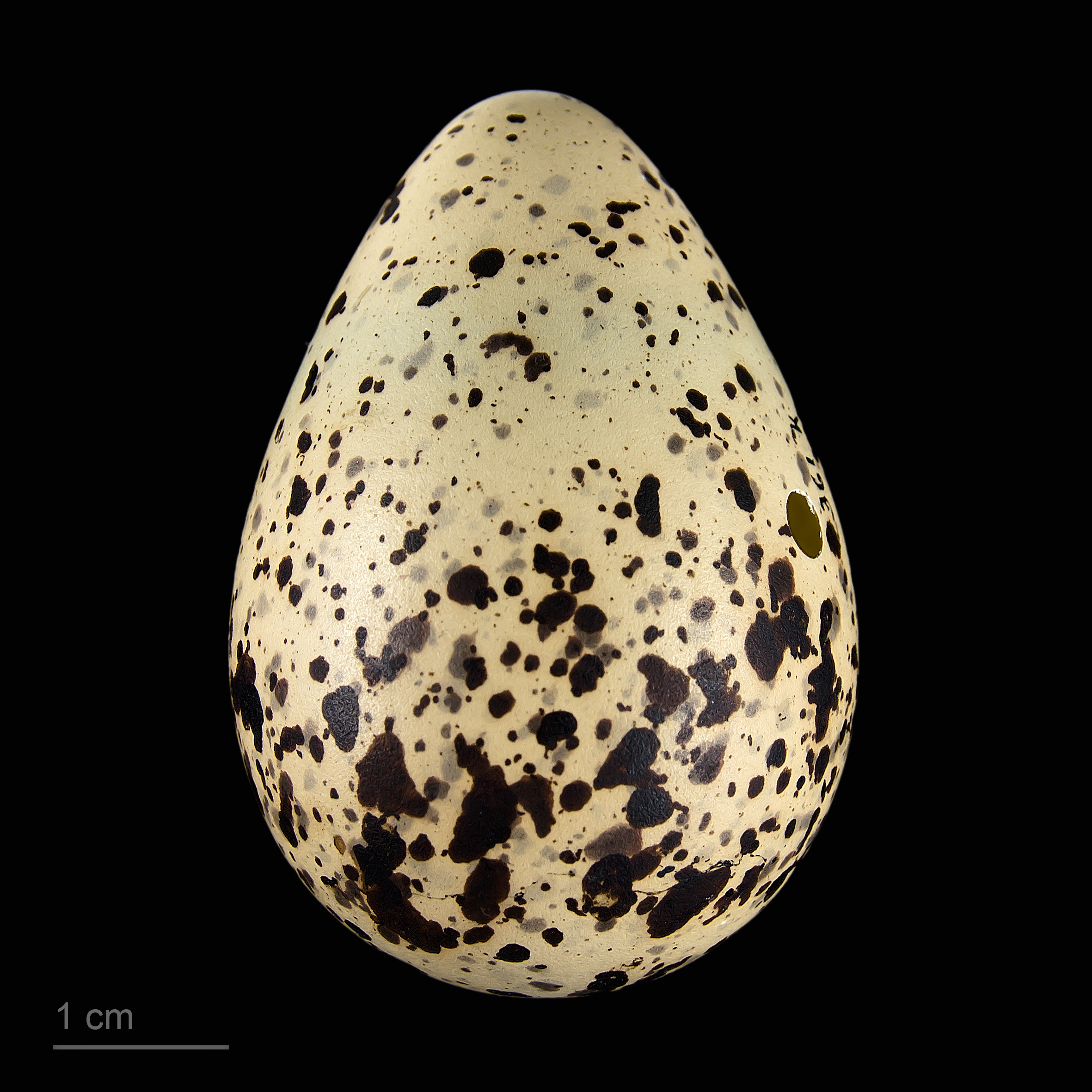
Tringa totanus totanus

붉은발도요(common redshank 또는 redshank)는 도요과에 속하며 학명은 Tringa totanus이다. 날개 길이 16cm 정도이고 등은 적갈색에 검은 점이 있고 허리는 흰색, 밝은 붉은빛을 띤 노란색이다. 몸 아래쪽과 날개 끝은 흰색인데 겨울이 되면 등쪽이 회갈색으로 변한다. 개펄에 부리를 넣어 갯지네와 같은 무척추동물을 찾아 잡아먹는다. 소택지, 습초지 또는 습지에서 번식하는데, 땅 위의 오목한 곳에 마른 풀줄기를 깔고 둥지를 튼다. 알과 새끼를 잘 위장시켜 놓는다. 유럽과 북아시아에 분포하며 가을에는 기후가 온화한 해안으로 이동한다.